# Annessioni prussiane del 1866
     Prussia
     Annessioni della Prussia
     Alleati della Prussia
     Impero austriaco
     Alleati dell'Impero austriaco
     Stati neutrali

Le annessioni della Prussia nel 1866
Prussia
Annessioni della Prussia
Alleati della Prussia
Impero austriaco
Alleati dell'Impero austriaco
Stati neutrali

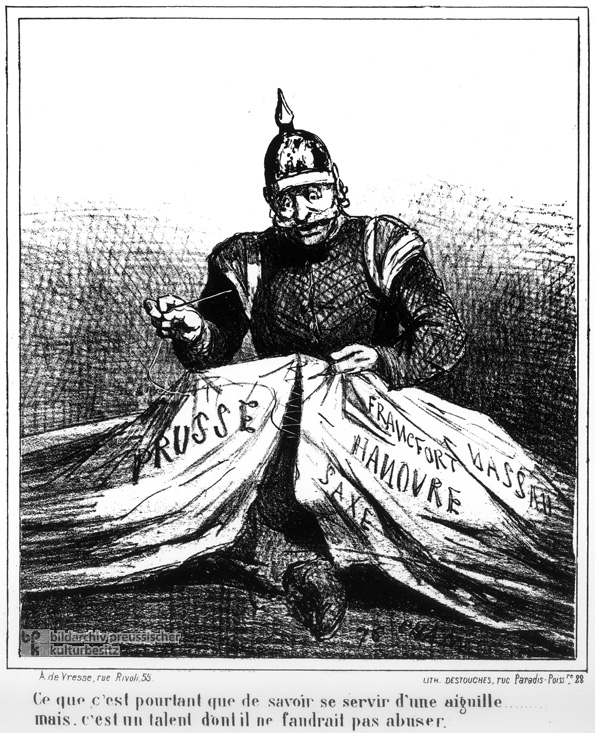
Caricatura del giornale francese Le Charivari, settembre 1866: la Prussia rammenda i confini della Germania

Le annessioni prussiane ebbero luogo nel 1866, al termine della guerra austro-prussiana con la vittoria della Prussia che non solo uscì fortificata dal conflitto, ma fu in grado di ammettere al proprio dominio diversi Stati che componevano la Confederazione tedesca. A guerra conclusa, dal 1º ottobre 1866 questi territori entrarono ufficialmente a far parte della Prussia come sue provincie. Gli stati erano il Regno di Hannover, l'Elettorato d'Assia, il Ducato di Nassau e la città imperiale di Francoforte. A questi si aggiungevano piccole aree del Regno di Baviera e del Granducato d'Assia. Altri Stati che pure si erano alleati all'Austria, perdendo contro la Prussia, non vennero annessi ma vennero costretti ad aderire alla Confederazione germanica del nord; questi erano: il Regno di Sassonia, il Ducato di Sassonia-Meiningen e il Principato di Reuss.
Tra le annessioni va compresa anche l'incorporazione dei Ducati di Schleswig e Holstein, precedentemente governati dalla Danimarca, i quali pur non essendo stati coinvolti nella guerra erano stati amministrati in precedenza congiuntamente da Prussia e Austria. Nel 1867 la Prussia costituì la provincia prussiana dello Schleswig-Holstein.
Con queste mosse la Prussia si assicurò la supremazia nella Germania settentrionale: era all'epoca possibile viaggiare da Colonia sino a Königsberg senza uscire dal territorio prussiano.
Alla popolazione delle aree interessate dalle annessioni non venne chiesto alcun parere. Alcuni residenti accolsero favorevolmente l'annessione, in parte per l'insoddisfazione nei confronti della vecchia società, in parte come contributo alla futura unità tedesca. Altri rifiutarono l'annessione in modo violento. Nacque ad Hannover il "partito anti-prussiano" che fu il più longevo dei movimenti di opposizione a queste unioni, al punto che perdurò sino al XX secolo. Nella Prussia la popolazione era per la maggior parte favorevole a queste annessioni.

## Panoramica
| Vecchio nome                                         | Status                                                                                                  | Cambiamento | Nuovo status | Popolazione       |
| ---------------------------------------------------- | --- | --- | --- | ----------------- |
| Ducato di Schleswig                                  | Feudo danese e parte del Regno di Danimarca, ceduto all'Austria ed alla Prussia congiuntamente nel 1864 | L'Austria rinunciò ai propri diritti sul territorio con la pace di Praga del 23 agosto 1866 | Parte della provincia dello Schleswig-Holstein | 410.000 (al 1862) |
| Ducato di Holstein                                   | Feudo danese e parte del Regno di Danimarca, ceduto all'Austria ed alla Prussia congiuntamente nel 1864 | L'Austria rinunciò ai propri diritti sul territorio con la pace di Praga del 23 agosto 1866 | Parte della provincia dello Schleswig-Holstein | 525.000 (al 1859) |
| Regno di Hannover                                    | Stato membro della Confederazione tedesca dal 1815                                                      | Nemico della Prussia, annessione al 1º ottobre 1866 | Provincia di Hannover | 1.933.800 (1866)  |
| Elettorato d'Assia (Assia-Kasseel, Assia elettorale) | Stato membro della Confederazione tedesca dal 1815                                                      | Nemico della Prussia, annessione al 1º ottobre 1866 | Parte della Provincia d'Assia-Nassau | 763.200 (1866)    |
| Ducato di Nassau                                     | Stato membro della Confederazione tedesca dal 1815                                                      | Nemico della Prussia, annessione al 1º ottobre 1866 | Parte della provincia d'Assia-Nassau | 465.636 (1865)    |
| Città libera di Francoforte                          | Stato membro della Confederazione tedesca dal 1815                                                      | Nemico della Prussia, annessione al 1º ottobre 1866 | Parte della provincia d'Assia-Nassau | 92.244 (1864)     |
| Granducato d'Assia                                   | Stato membro della Confederazione tedesca dal 1815                                                      | Nemico della Prussia, annessione al 3 settembre 1866 di diversi territori, e cioè : * Assia-Homburg, stato membro della Confederazione tedesca dal 1815, successione ereditaria all'Assia-Darmstadt il 24 marzo 1866, 27 563 abitanti (1865) * Kreis Biedenkopf * Kreis Vöhl * Parte nordoccidentale (comuni: Bieber, Fellingshausen, Frankenbach, Hermannstein, Königsberg, Krumbach, Naunheim, Rodheim an der Bieber e Waldgirmes) * Rödelheim * Niederursel (fino alla fine della sovranità del granducato) | Parte della provincia d'Assia-Nassau |                   |
| Regno di Baviera                                     | Stato membro della Confederazione tedesca dal 1815                                                      | Annessione di alcuni comuni, come ad esempio: * Bezirk Gersfeld * Bezirk Orb * Kaulsdorf (Saale) | I distretti bavaresi di Bezirke Gersfeld e Orb divengono parte della provincia d'Assia-Nassau, Kaulsdorf, la circoscrizione di Ziegenrück e quello i Erfurt, divennero parte della provincia della Sassonia. |                   |

La provincia d'Assia-Nassau aveva 1 385 500 abitanti nel 1867, la Provincia dello Schleswig-Holstein con Lauenburg 981 718 abitanti. Il ducato di Lauenburg passò alla Prussia nel 1865 nella pace di Gasteiner e pertanto non è considerato una delle annessioni del 1866.
Nel 1864 la Prussia contava 18 975 228 abitanti. Al 1867 dopo le annessioni dell'anno precedente, la popolazione della Prussia passò a 23 971 337 abitanti. Gli stati che non vennero annessi ma vennero compresi tra gli alleati della Prussia a seguito della guerra furono: Sassonia (2.382.808), Sassonia-Meiningen (179.700) e Reuß (44.100). Compresi gli abitanti già computati, il Reich prussiano poteva contare in quegli anni su una popolazione totale di 38 187 272 abitanti.

## Antefatto

### La guerra austro-prussiana
Prussia
     Alleati della Prussia
     Impero austriaco
     Alleati dell'Impero austriaco
     Stati neutrali della confederazione tedesca
     Aree controverse (Schleswig - Holstein)

I confini durante la guerra
Prussia
Alleati della Prussia
Impero austriaco
Alleati dell'Impero austriaco
Stati neutrali della confederazione tedesca
Aree controverse (Schleswig - Holstein)

Le tensioni tra Austria e Prussia nell'amministrazione dei ducati di Schleswig ed Holstein portarono allo scoppio della guerra austro-prussiana nel giugno del 1866. La Confederazione tedesca capeggiata dall'Austria si opponeva all'espansionismo della Prussia. L'Austria e con essa soprattutto gli stati di media grandezza della Germania, come pure stati intermedi come l'Hannover, desideravano mantenere lo status quo e respingevano con forza la riforma federale proposta dalla Prussia per la Germania.
Il decreto federale per la mobilitazione dell'esercito sottoscritto il 14 giugno, ad ogni modo, aveva già messo in risalto le debolezze della confederazione tedesca dal momento che i suoi sostenitori avevano associato al loro voto condizioni e restrizioni specifiche. Il governo federale non riuscì ad accordarsi su un comandante generale. Per ironia della sorte, all'interno della stessa confederazione, la Prussia da tempo chiedeva il miglioramento del servizio militare federale e proprio in campo militare la confederazione alla fine risultò sconfitta e non da un nemico straniero, ma da uno stato che era membro della medesima confederazione. La mancanza di unità tra gli stati membri e la scarsità negli armamenti furono tra le cause che portarono alla sconfitta della fazione filo-austriaca.

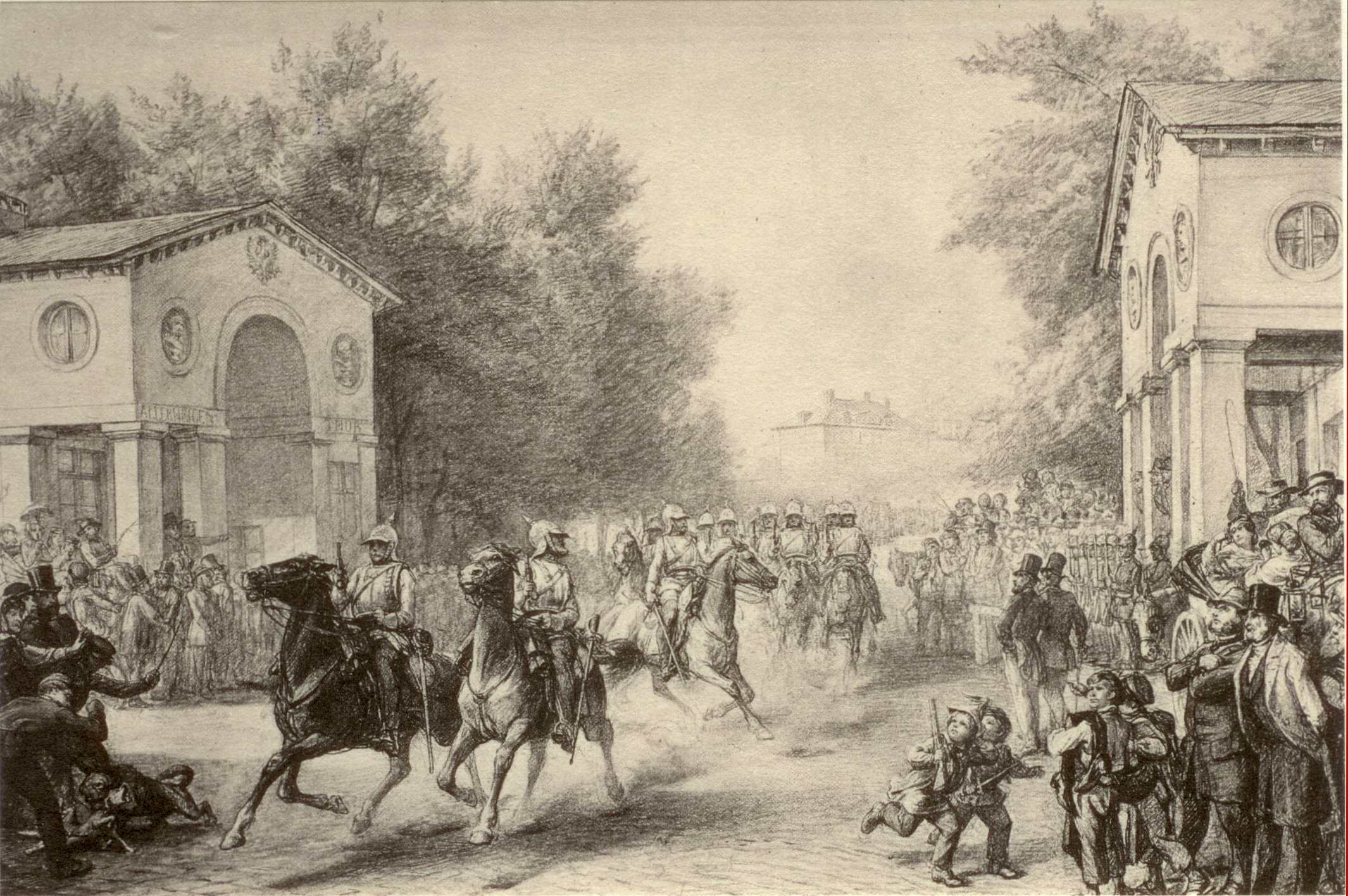
Le truppe prussiane entrano a Francoforte, fotografia di Johann Heinrich Hasselhorst

La Prussia aveva inviato le sue forze principali (circa 250.000 soldati) in Boemia, stato che all'epoca faceva parte dell'Impero austriaco. Nel resto della Germania le sue forze erano i soli 45.000 uomini, che corrispondevano approssimativamente alle forze del solo regno di Baviera. L'Hannover, l'Assia, il Nassau e Francoforte furono in grado di mobilitare insieme 44.000 uomini.
A proposito del decreto federale, la Prussia da subito si oppose a una dichiarazione di guerra ai danni di un membro della confederazione stessa dal momento che, come ebbe a dire lo stesso primo ministro prussiano Otto von Bismarck, tale atto avrebbe chiaramente portato ad uno scioglimento della federazione stessa. La Prussia, pertanto, non si sentiva più vincolata alla legge federale e pertanto considerò la guerra in corso come un fatto internazionale. Questo fatto risultò fondamentale anche per comprendere le annessioni successive alla conclusione della guerra. Seguendo questo punto di vista, gli stati che si opponevano alla Prussia erano da essa visti come nemici, ed gli stati annessi successivamente non erano più visti come protetti dalla legge federale. La debellatio riservata agli stati conquistati, nonché la loro annessione era un fatto consentito dalla legge marziale dell'epoca.

### Gli accordi di pace
Il 19 giugno 1866 Bismarck aveva assicurato agli alleati della Prussia il pieno mantenimento della loro sovranità e del loro status territoriale, ma il futuro degli oppositori sarebbe dipeso dall'esito della guerra. L'Hannover e l'Assia proposero l'offerta ripetutamente i un'alleanza. Dopo la vittoria a Königgrätz il 4 luglio, Bismarck iniziò a sondare l'atteggiamento della Francia verso il conflitto in atto. La Prussia era intenzionata ad annettere lo Schleswig-Holstein, l'Hannover, la Sassonia, l'Assia, Nassau e la provincia dell'Alta Assia. L'imperatore Napoleone III fece sapere che sarebbe stata d'accordo con questo progetto, ma desiderava che la Sassonia fosse risparmiata. Quando lo zar russo Alessandro III venne messo al corrente del progetto da Napoleone III, richiese immediatamente che l'Assia-Darmstadt venisse risarcito, essendovi legato da questioni di parentela. Anche l'imperatore Francesco Giuseppe I d'Austria respinse l'annessione prussiana della Sassonia, ma non quella di Francoforte. Bismarck scoprì anche che la Gran Bretagna non si era detta disposta a sostenere la causa dell'Hannover.
Dopo aver salvaguardato i termini essenziali del trattato con la Francia (14 luglio), la Prussia concluse la pace di Nikolsburg con l'Austria e, il 23 agosto, la pace finale di Praga. L'Austria riconobbe con essa lo scioglimento ufficiale della confederazione e i futuri rapporti tra gli stati, dal momento che la Prussia aveva finito per creare un unico blocco a nord. L'Austria si batté ad ogni modo perché la Sassonia vedesse riconosciuti i propri diritti, anche in questo caso per legami di parentela.
La Prussia colse l'occasione anche per riappacificarsi con quanti al suo interno erano contrari alla guerra, promettendo pace e tranquillità. Il trattato di pace con l'Assia-Darmstadt venne siglato solo il 3 settembre 1866.
Tre furono gli avversari della Prussia che vennero poi risparmiati alla fine del conflitto: il regno di Sassonia, il ducato di Sassonia-Meiningen e la linea più antica del principato di Reuss. I trattati di pace con loro furono conclusi dopo la pace di Praga (settembre/ottobre 1866). In essa, gli stati firmatari si impegnavano non solo a riconoscere come valide le disposizioni dei vincitori, ma anche si univano alla Confederazione tedesca del nord.

## La discussione sulle annessioni

### Re Guglielmo di Prussia

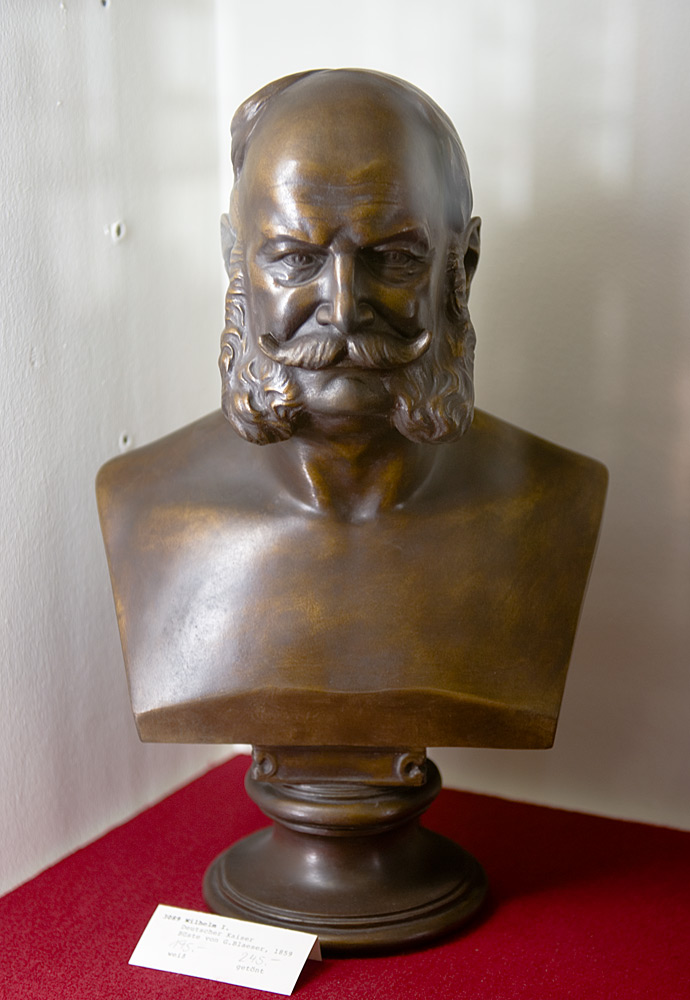
Busto del re di Prussia Guglielmo, futuro imperatore di Germania, nel 1859

A Otto von Bismarck, come primo ministro prussiano e responsabile della politica alla base dello scontro, spettò l'onere e l'onore di spiegare la sua politica al suo re, Guglielmo di Prussia, in modo che questi potesse sostenerla. L'opinione di Guglielmo sulle annessioni a guerra conclusa fu in seguito riportata principalmente sulla base delle memorie di Bismarck.
Friedrich Thimme, ha sottolineato come originariamente Bismarck volesse riformare la Confederazione tedesca. Solo in seguito Bismarck passò da un programma di riforma ad un vero e proprio programma di annessione.
Nella storia, secondo Thimme, si inserì l'influenza francese: Napoleone III trovò molto meno offensivo che la Prussia avesse espanso il proprio potere nella Germania settentrionale anziché a sud e pertanto non si oppose generalmente a questo schema delle cose. Tuttavia, questa supposta influenza non può essere dimostrata nelle fonti storiche in nostro possesso. Il disaccordo tra re Guglielmo e Bismarck è difficile ancora oggi da ricostruire; ovviamente Guglielmo era intenzionato ad espandere i confini del proprio regno, ma Bismarck si rendeva conto che questo, se da un lato avrebbe fortificato le posizioni della Prussia, dall'altro avrebbe certamente avuto delle implicazioni sul piano internazionale e sul futuro della confederazione tedesca stessa.
Malgrado tutto, Bismarck si dimostrò prudente e cercò quanto prima una pace con l'Austria, contro la resistenza dei capi militari prussiani che avrebbero voluto proseguire il conflitto ed annettere l'intera Germania sotto il dominio della Prussia. Bismarck lavorò alacremente per convincere il testardo sovrano prussiano sino a convincerlo infine.

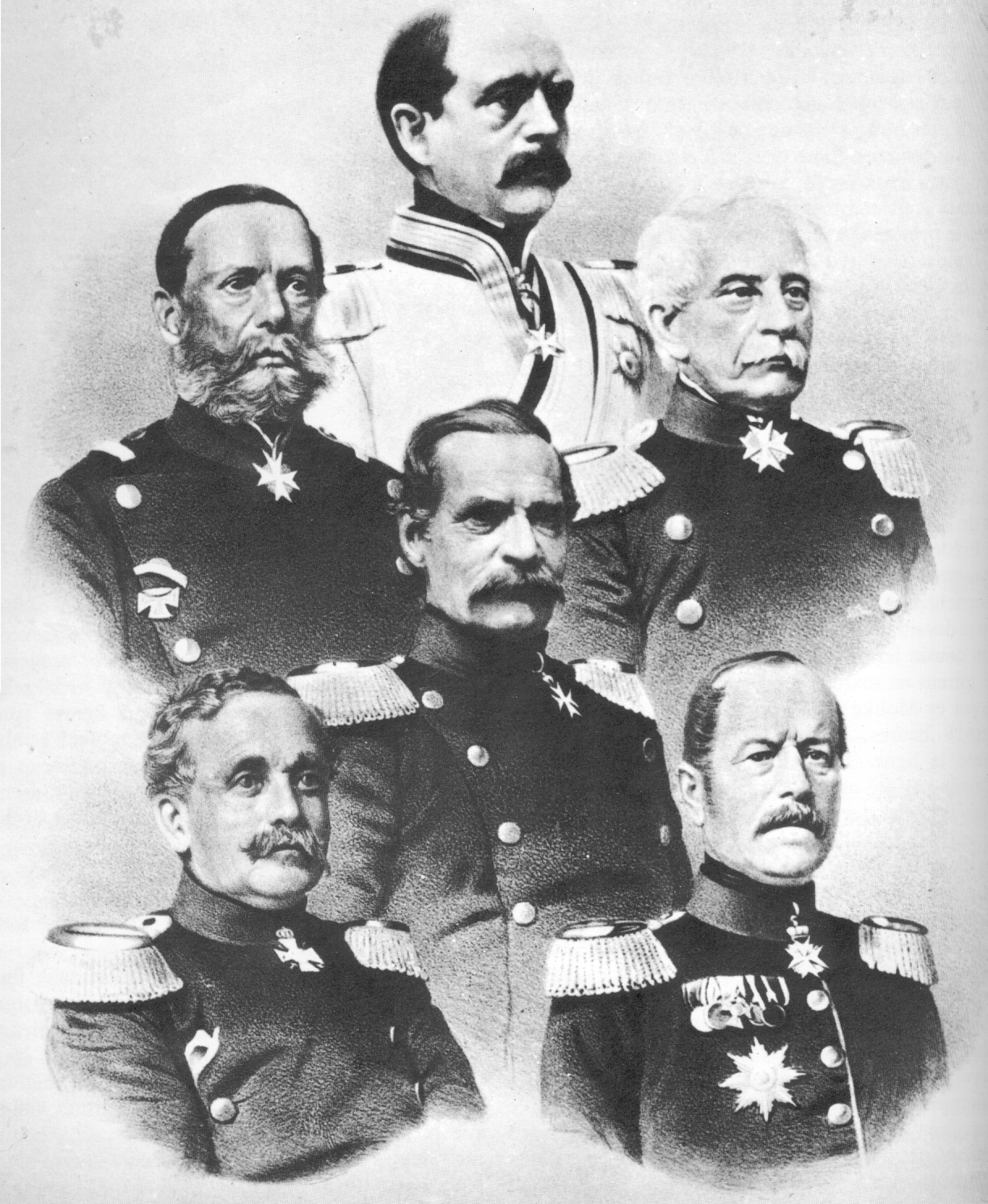
Bismarck e lo staff militare della battaglia di Königgrätz

Secondo il progetto di Bismarck, infatti, l'Austria doveva essere risparmiata, in modo da poter consentire rapidamente una pace e in futuro si sarebbero potute ricostruire buone relazioni con Berlino. Una dissoluzione improvvisa dell'Austria avrebbe portato, secondo Bismarck, a delle rivoluzioni negli stati slavi ed in Ungheria. Guglielmo, invece, vedeva nell'Austria la principale colpevole della guerra e desiderava annettere almeno la Slesia austriaca e parte della Boemia come compensazione. Dalla Baviera volle trarre la Franconia settentrionale, area che prima dell'era napoleonica era appartenuta alla Prussia. Trasse inoltre parti della Sassonia, l'Hannover e l'Assia con l'intento di farne delle province prussiane. Guglielmo avrebbe inoltre voluto l'abdicazione dei sovrani di Hannover, Assia, Nassau e Sassonia-Meiningen in favore dei rispettivi principi ereditari. Guglielmo, secondo Hans A. Schmitt, era combattuto tra la solidarietà verso i nuovi cittadini annessi da una parte e l'avidità dall'altra.
Bismarck, d'altra parte, dubitava fortemente che gli abitanti delle regioni annesse sarebbero ad esempio rimasti fedeli alla corona prussiana in una guerra successiva. L'amarezza accumulata dalla Baviera avrebbe potuto essere dannosa per una futura unificazione della Germania. La Slesia austriaca era tradizionalmente fedele all'imperatore austriaco. Inoltre, Bismarck dovette mediare col re una serie di situazioni particolari come l'annessione del granducato dell'Assia; in cambio, l'Assia-Darmstadt avrebbe dovuto ricevere l'area di Aschaffenburg, già della Baviera.
Secondo Bismarck, invece delle annessioni degli stati tedeschi, la Prussia avrebbe potuto più facilmente chiedere ed ottenere un risarcimento dalla Confederazione, ma il sovrano prussiano aveva ben poca fiducia nel vecchio Bundestag e voleva fare della Prussia il nuovo stato leader dell'area tedesca. Del resto l'unificazione della Germania non avrebbe potuto essere raggiunta se l'Hannover ad esempio fosse stato ancora una volta in grado di mettere in campo un proprio esercito contro la Prussia. Nassau rappresentava invece un pericolo non indifferente vista la sua vicinanza geografica alla fortezza di Coblenza, punto pericoloso nel caso di una guerra futura con la Francia.

### Il parlamento prussiano

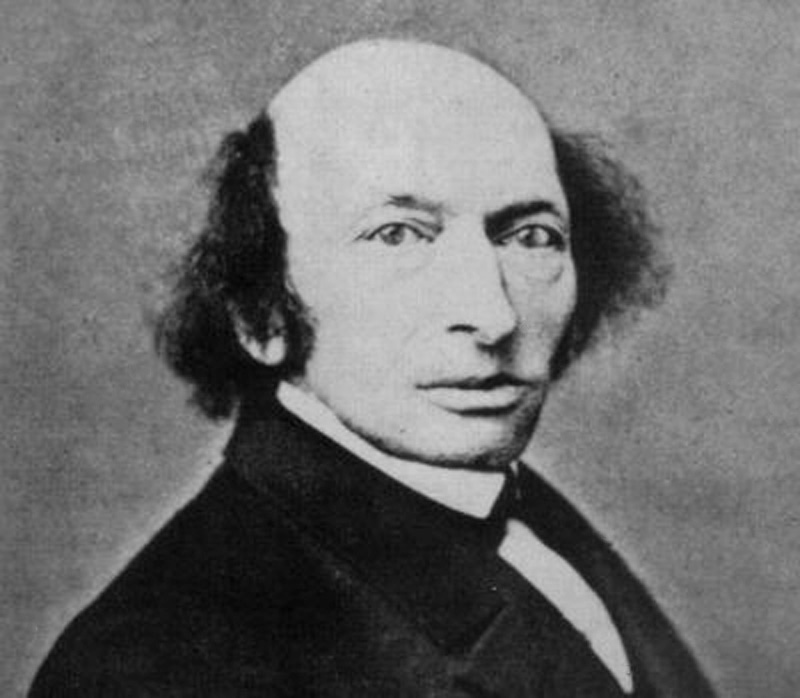
Il deputato Johann Jacoby fu tra gli oppositori della politica prussiana delle annessioni del 1866.

Il Landtag prussiano approvò in stragrande maggioranza le annessioni. Tra le pochissime eccezioni vi fu quella del deputato progressista Johann Jacoby. Secondo Jacoby già la guerra austro-prussiana era stata condotta positivamente grazie ad un'alleanza con una potenza straniera (l'Italia) per distrarre gli austriaci (terza guerra d'indipendenza italiana) e quindi la Prussia non poteva dire di essersi salvata completamente con le proprie mani. Inoltre secondo il deputato senza un regolare referendum la nazione avrebbe violato le leggi di moralità e libertà. Tali opinioni ad ogni modo rimasero una minoranza, sia tra la fazione progressista che tra quella cattolica.
Una commissione della Dieta venne istituita per provvedere ai referendum richiesti che vennero realizzati più per apparenza che per sostanza, dal momento che le azioni di Bismarck avevano mediamente ottenuto il consenso della classe borghese dei territori occupati. I membri del Parlamento videro favorevolmente anche il "diritto di conquista" fintanto che era favorevole alla unità nazionale della nazione.

### La Russia

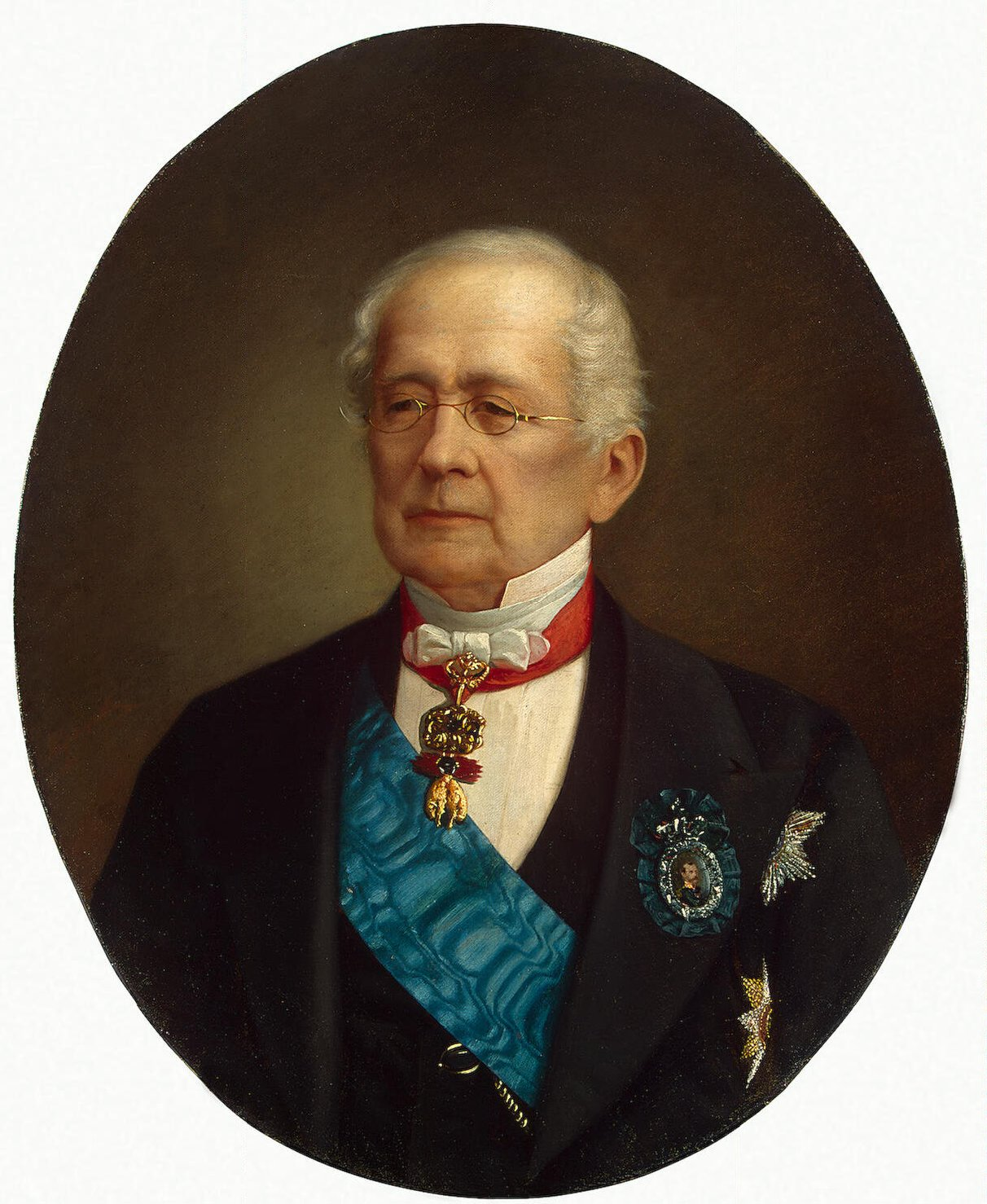
Aleksandr Michajlovič Gorčakov fu ministro degli esteri russo dal 1856 al 1882.

La Russia fu una delle principali potenze ad est che si opposero alla politica di annessione della Prussia: essa era intenzionata a mantenere il delicato equilibrio di potere tra Austria e Prussia per propri fini. Il ministro degli esteri russo Gorčakov aveva già respinto la proposta di riforma prussiana nel Bundestag dell'aprile del 1866. La Prussia non stava più perseguendo una politica, ma una vera e propria rivoluzione. Questo comportamento della Prussia, ad ogni modo, non portò la Russia a rivolgersi come era presumibile a sostegno dell'Austria. Prima della guerra austro-prussiana Gorčakov avrebbe potuto immaginare che il granduca di Oldenburg avrebbe finito per rilevare lo Schleswig-Holstein e che la Prussia ne avrebbe ottenuto la maggior parte dello Schleswig meridionale. Anche a guerra iniziata, lo zar Alessandro continuò a pretendere l'Austria a capo della confederazione per mantenere un perfetto equilibrio di poteri in Europa, o tutt'al più la presenza di due federazioni, con l'Austria a capo di quella meridionale e la Prussia a capo di quella settentrionale.
Quando le annessioni iniziarono a divenire una realtà, lo zar Alessandro avvertì suo zio Guglielmo di non detronizzare i sovrani degli stati annessi, viceversa avrebbe incontrato delle difficoltà sia a livello nazionale contro il parlamento prussiano sia avrebbe alimentato conflitti di famiglia di portata internazionale. Lo zar ad ogni modo non era intenzionato a scuotere l'amicizia russo-prussiana.
Bismarck assicurò la Russia che il Württemberg e l'Assia-Darmstadt sarebbero stati trattati degnamente dato che le loro dinastie erano strettamente collegate a quella russa. Se però la Russia avesse richiesto un congresso europeo per il ri-bilanciamento dei poteri come era avvenuto all'epoca del Congresso di Vienna, la Prussia avrebbe proceduto ad una vera e propria rivoluzione di tutta la Germania.
Le relazioni personali tra i due monarchi ad ogni modo non devono essere sopravvalutate dalla storiografia, secondo quanto affermato da Eberhard Kolb. Esse ebbero al massimo un'influenza nel limitare le ambizioni prussiane, ad esempio in relazione all'Assia-Darmstadt (la zarina Maria d'Assia-Darmstadt proveniva infatti da quella dinastia). Negli anni seguenti, i buoni rapporti tra le due parti proseguirono. Nella primavera del 1868 Guglielmo e Alessandro decisero che si sarebbero aiutati l'un l'altro se Francia e Austria avessero attaccato insieme la Prussia o la Russia.

## Il processo di annessione

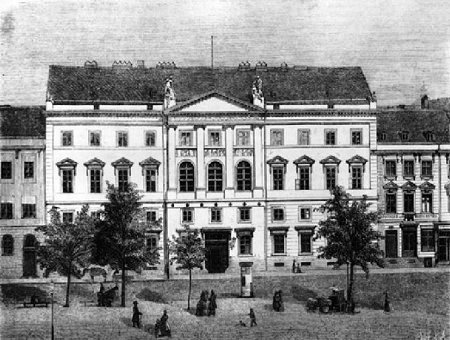
Il Palazzo Hardenberg (demolito nel 1905) a Berlino dove si riuniva la Camera dei rappresentanti prussiana.

L'articolo 2 della costituzione prussiana richiedeva che il territorio nazionale potesse essere modificato solo tramite una legge (quindi con l'accordo delle camere del parlamento). Questo valeva anche per le eventuali incorporazioni di stati esterni allo stato, in quanto secondo l'art. 55, quando il sovrano prendeva il potere in "reami stranieri" doveva chiedere l'approvazione delle camere.
La proposta di legge venne presentata al parlamento il 16 agosto 1866.
Il 7 settembre, la Camera dei rappresentanti approvò il progetto con 273 voti favorevoli e 14 contrari. La camera alta lo dibatté l'11 settembre successivo, con un solo voto contrario. Il re firmò la legge il 20 settembre e da quel giorno fu annunciata l'ufficialità delle annessioni. Dal 1º ottobre 1866, la costituzione prussiana entrò in vigore nell'Hannover, in Assia, nel Nassau ed a Francoforte.
Con decreto del 22 agosto 1867, la nuova provincia prussiana dell'Hannover ricevette una costituzione provinciale. Inoltre, la Prussia formato una nuova provincia, quella dell'Assia-Nassau comprendente Assia-Kassel, Nassau e Francoforte, la contea di Assia-Homburg (che la Prussia aveva ricevuto dall'Assia-Darmstadt) e aree più piccole dell'Assia ovvero le circoscrizioni di Biedenkopf e Vohl, il distretto di Roedelheim, parte del Basso Ursel, Gersfeld, Orb, l'exclave di Caulsdorf. A tal fine, furono istituiti i distretti governativi di Kassel e Wiesbaden, che dal 7 dicembre 1868 formarono detta provincia. La Prussia si assunse anche i debiti delle terre annesse. Bismarck riuscì ad incorporare il capitale attivo locale nelle attività statali prussiane con decreto del 5 luglio 1867.

## La situazione nelle terre annesse
La Prussia occupò tra il giugno ed il luglio del 1866, durante la campagna militare, l'Holstein, la Sassonia, l'Hannover, l'Assia-Kassel, il Nassau, Francoforte e il granducato d'Assia. Dopo la fine della guerra, la Prussia occupò anche il principato di Reuss e lo stato di Sassonia-Meiningen. Con l'eccezione dell'Holstein, gestito dall'Austria, tutti gli altri stati erano potenze alleate dell'Austria ma poste nella Germania settentrionale.
La Prussia licenziò da subito tutti i primi ministri locali, i diplomatici e i consoli. Le diete ad Hannover e Nassau erano già state sciolte prima dell'occupazione prussiana. Il Landtag dell'Assia non venne più convocato dalla potenza occupante, mentre il consiglio comunale di Francoforte, che accettò di obbedire ai vincitori, venne ridotto ad un mero organo amministrativo municipale. In generale Bismarck non cercò di legittimare l'occupazione tramite i parlamenti locali.
I governatori locali vennero sostituiti da governatori militari perché era con l'esercito che la Prussia aveva conquistato quei territori, al fianco dei quali vennero posti dei commissari civili che assunsero le redini dell'amministrazione. Nell'Holstein, tuttavia, il nuovo capo dell'amministrazione statale era già chiamato Oberpräsident, titolo che poi divenne comune nelle province prussiane.
I giornali vennero fortemente monitorati; il giornale principale dell'Assia venne interrotto nelle sue pubblicazioni e venne confiscato dallo stato. La stragrande maggioranza degli impiegati amministrativi rimase senza lavoro.

### Hannover

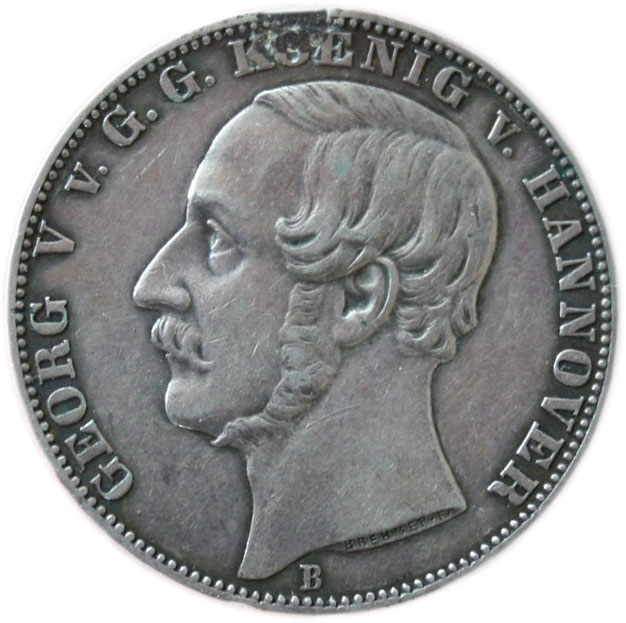
Tallero del regno di Hannover del 1865 con il ritratto di Giorgio V.

L'elettorato di Hannover era stato a suo tempo restaurato e ampliato dal Congresso di Vienna come regno. Dopo la morte del monarca inglese e hannoveriano Guglielmo IV nel 1837, la regina Vittoria salì sul trono inglese e suo zio Ernesto Augusto su quello di Hannover, che non prevedeva altra successione se non quella basata sulla legge salica. Re Ernesto Augusto abolì tra i suoi primi atti la costituzione approvata nel 1833. Nell'anno delle rivoluzioni del 1848, dovette riapprovarne una nuova. Anche suo figlio Giorgio V tentò nel 1855 di abrogarla, ma senza successo. Nella Confederazione tedesca, il regno di Hannover ebbe una posizione importante come stato centrale e riuscì a evitare l'accesso allo Zollverein sino al 1851.
Nella primavera del 1866, l'Hannover si dichiarò neutrale agli scontri tra Prussia e Austria. Il re era sicuro che l'Hannover da solo era destinato a perdere una guerra contro la Prussia. Il 13 giugno permise l'attraversamento delle truppe prussiane sul suo territorio. Il 15 giugno, la Prussia inviò un ultimatum di alleanza che venne respinto dall'Hannover: il re voleva mantenere la sua sovranità per intero e non voleva aderire ad alcuna riforma federale. Fu in quel momento dunque che Giorgio V propese per avvicinarsi all'Austria e per mantenere lo status quo della Germania. L'alleanza con la Prussia, tuttavia, avrebbe portato a rischi minori perché se questa avesse trionfato sull'Austria, difficilmente avrebbe compromesso l'esistenza dell'Hannover. L'Hannover dovette firmare la resa il 29 giugno, quando la capitale Hannover era già occupata dai prussiani.
A luglio, Konstantin von Voigts-Rhetz, capo di stato maggiore della 1ª armata prussiana, divenne il nuovo comandante militare ad Hannover. Per la parte civile, l'amministrazione venne gestita da Hans von Hardenberg che gli venne affiancato nella gestione dello stato.
Ciò che preoccupava maggiormente Bismarck era ad ogni modo l'integrazione dell'Hannover nella Prussia. Il commissario civile Hans von Hardenberg considerava come gli hannoveriani fossero particolarmente in opposizione al governo prussiano per il loro forte nazionalismo interno. Prima dell'annuncio dell'annessione dell'Hannover, Hardenberg infatti venne costretto a rafforzare le guarnigioni prussiane in tutte le principali città.
Re Giorgio V si rifiutò di riconoscere la sovranità prussiana, ma dovette accettare infine l'esilio in terra austriaca. Giunse persino a creare la "Legione Guelfa" nel tentativo di opporsi militarmente alla Prussia, ma senza successo. Il 29 settembre 1867 venne costretto a concludere il trattato di pace con la Prussia. Prima di lasciare il trono, Giorgio V ottenne di poter trasferire la somma di 19.000.000 di talleri in Gran Bretagna, oltre a ricevere a titolo di dominio personale il castello di Herrenhausen presso Hannover ed una pensione annuale.

### Elettorato d'Assia

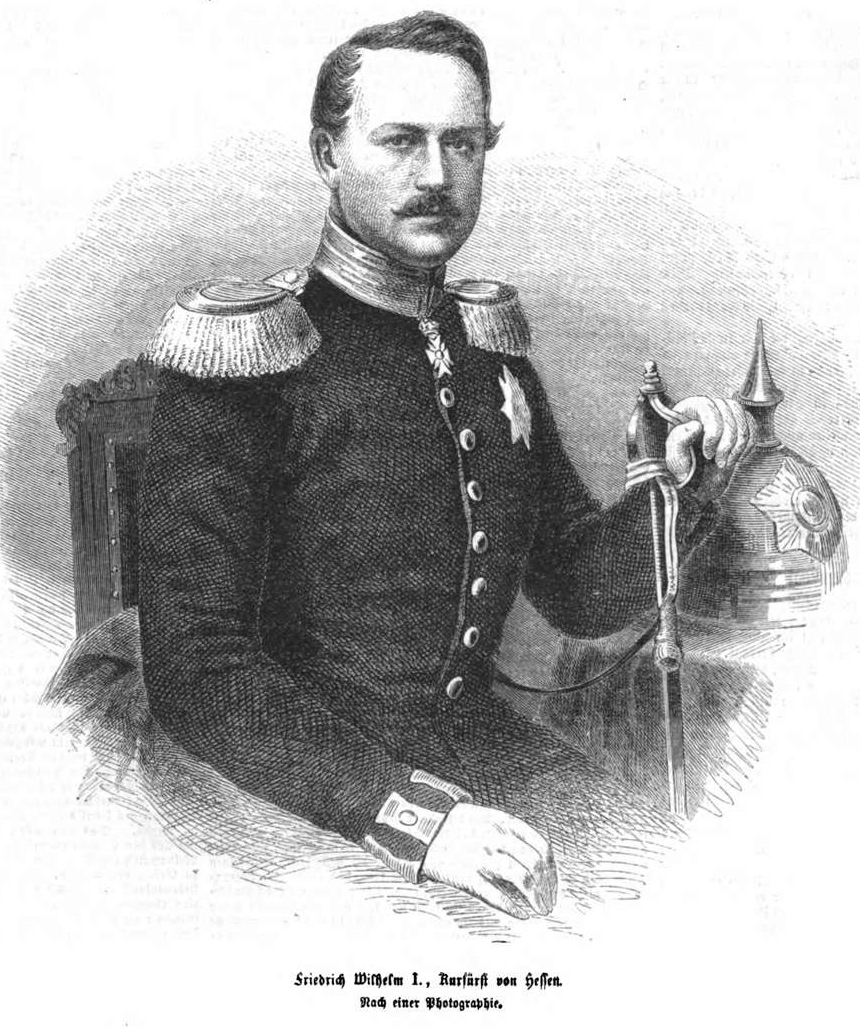
Il principe Federico Guglielmo d'Assia in un'incisione del 1862.

Nell'elettorato d'Assia, chiamato anche Kurhessen o Assia-Kassel, una costituzione liberale era stata abolita e ripristinata due volte nella sua storia. Il paese ondeggiava tra il rinnovamento e la forte reazione del principe elettore Federico Guglielmo I che aveva finito per attirarsi l'ira della popolazione. Il popolo assiano guardava alla Prussia come ai salvatori.
Nel 1866, l'elettore temeva più lo scoppio di una ribellione interna che non l'invasione dei prussiani e per questo avrebbe preferito la neutralità nel conflitto, fiducioso del fatto che l'Austria avrebbe sconfitto la Prussia. Bismarck, che provò innanzitutto le vie diplomatiche, il 15 giugno propose un'alleanza all'Assia dicendo che, in caso di vittoria prussiana, essa avrebbe ricevuto anche i territori dell'Assia-Darmstadt. Il parlamento assiano, d'altra parte, voleva che l'Assia-Kassel rimanesse neutrale nel conflitto e così si decise. Le truppe prussiane marciarono verso l'Assia entrando a Kassel il 19 giugno senza colpo ferire, trovando una popolazione fondamentalmente amichevole e collaborativa. L'elettore si era rifiutato di fuggire e fu pertanto l'unico sovrano catturato dalla Prussia. Il comandante del 1º Corpo d'Armata prussiana, Karl von Werder, e il presidente del distretto di Colonia, Eduard von Moller, assunsero il governatorato in Assia.
In Assia, come si è detto, la situazione interna fu molto più rilassata che in altri territori per la sostanziale sfiducia che il popolo aveva nel governo granducale. Eduard von Möller colse l'occasione per aprire al pubblico i parchi e i palazzi dell'elettorato e raccomandò aumenti delle tasse solo graduali.
L'ex elettore il 17 settembre 1866, quando era ancora prigioniero a Szczecin, ricevette il beneficio di una pensione di 300.000 talleri e a fronte di questo "pensionamento", cambiò il proprio atteggiamento dichiarando tutti i suoi sudditi, funzionari e soldati come sollevati dal giuramento di fedeltà nei suoi confronti. Due anni dopo, ad ogni modo, seguendo l'esempio della casata di Hannover, ritirò le proprie intenzioni e continuò a proclamarsi pretendente al trono assiano. Fu solo nel 1873 che il suo erede, ormai generale prussiano, Federico Guglielmo, decise di riconoscere ufficialmente l'annessione alla Prussia anche per la sua casata.

### Nassau

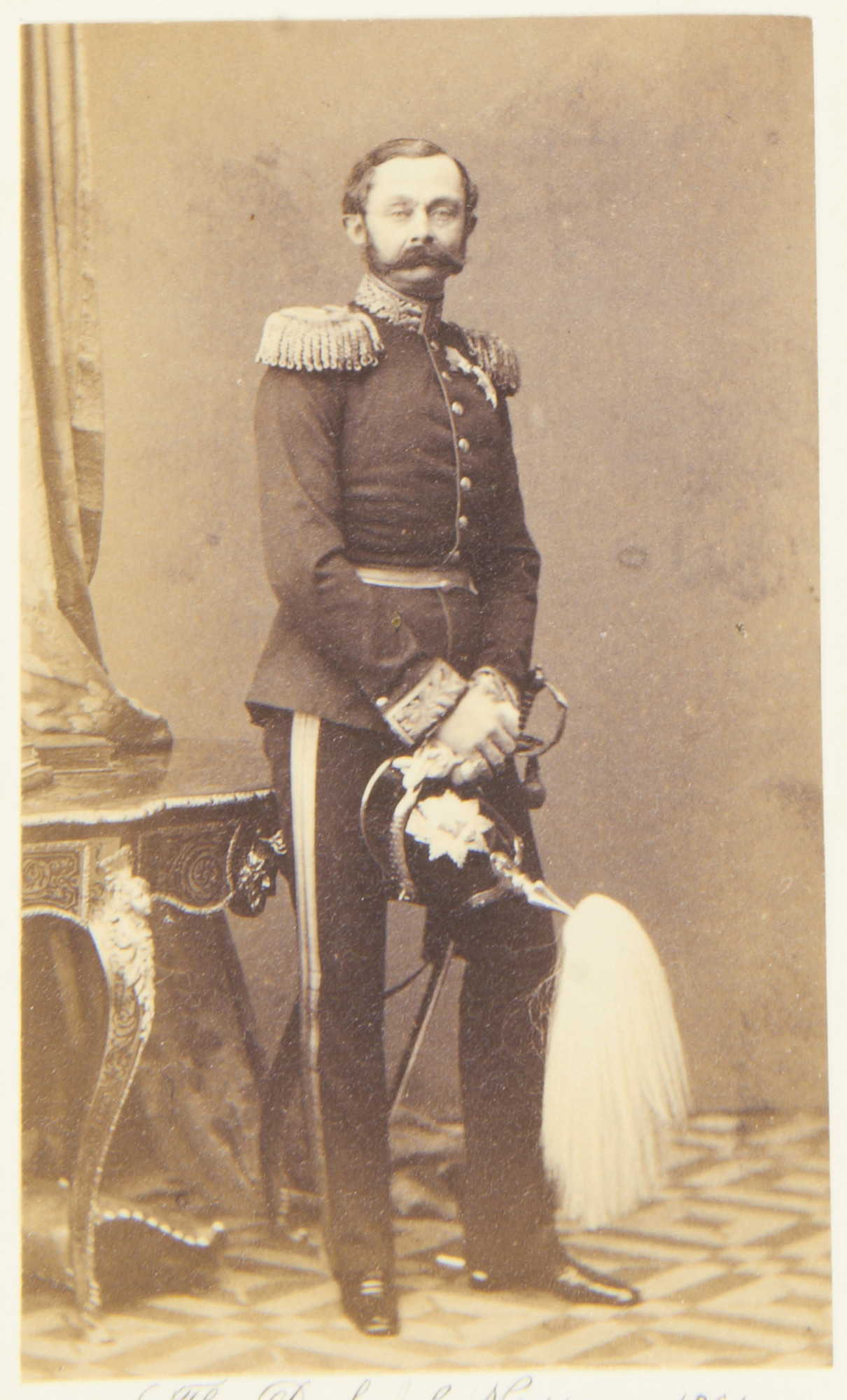
Adolfo di Nassau in una fotografia del 1860 circa

Nassau era un prodotto del periodo francese: Napoleone aveva creato il ducato nel 1806 unendo oltre venti piccoli territori. I duchi diedero al Nassau una costituzione nel 1814 e, almeno sulla carta, un'amministrazione progressista e diversi benefici sociali. Tuttavia, questo venne messo in ombra dai numerosi conflitti politici e dal fatto che il Landtag era stato privato del proprio potere di bilancio.
Il duca Adolfo di Nassau sostenne con entusiasmo la parte austriaca nel conflitto con la Prussia e mobilitò le sue truppe nel maggio del 1866. Queste marciarono attraverso il paese per affrontare l'invasione prussiana, reale o immaginaria che fossa. Il 13 giugno, ad ogni modo, la camera alta della dieta si rifiutò di approvare la campagna militare indicando come motivo la dipendenza economica dello stato dallo Zollverein e quindi per riflesso dalla Prussia. Il duca fuggì dallo stato dopo la sconfitta dell'Austria in Baviera, ad Aschaffenburg, e poi a Würzburg, e il 18 luglio la Prussia occupò la capitale di Nassau, Wiesbaden.
Nassau e Francoforte furono affidati ad un commissario civile congiunto, Gustav von Diest, amministratore del distretto di Wetzlar. Il comandante militare era il generale Julius von Roeder. L'amministratore del distretto prussiano era Guido von Madai che si occupò di governare l'ex città libera imperiale. Robert von Patow, ex ministro delle finanze prussiano, divenne commissario civile dell'intera regione occupata del Meno nell'agosto del 1866.
A Nassau, l'annessione alla Prussia trovò notevole consenso popolare. Tuttavia, Gustav von Diest dovette affrontare gli sconvolgimenti nella politica e nella società di Nassau. Gli abitanti infatti erano per la maggior parte cattolici e diffidavano dei protestanti prussiani. Diest, devoto protestante, deliberatamente rafforzò l'occupazione militare della Renania, anche se i soldati prussiani entrarono più volte in conflitto con quelli cattolici che vennero integrati nell'esercito vincitore e molti degli ex soldati dell'esercito del Nassau preferirono trasferirsi in Baviera.
Il 18 settembre 1866 il duca Adolfo esonerò i suoi sudditi, funzionari e soldati dal giuramento di lealtà nei suoi confronti e così poté assicurarsi della proprietà e un reddito personale. Dopo lunghe trattative, la Prussia e il duca Adolfo concordarono il 28 settembre 1867 il pagamento della somma di 15.000.000 di franchi al duca come compensazione e quattro castelli di proprietà (il castello Biebrich, il castello di Weilburg, la fortezza di Jagdschloss e il castello di Lussemburgo a Königstein). Nel 1890, lo stesso duca ereditò il titolo di granduca del Lussemburgo, dopo che l'olandese Guglielmo III era morto senza discendenza maschile.

### Francoforte

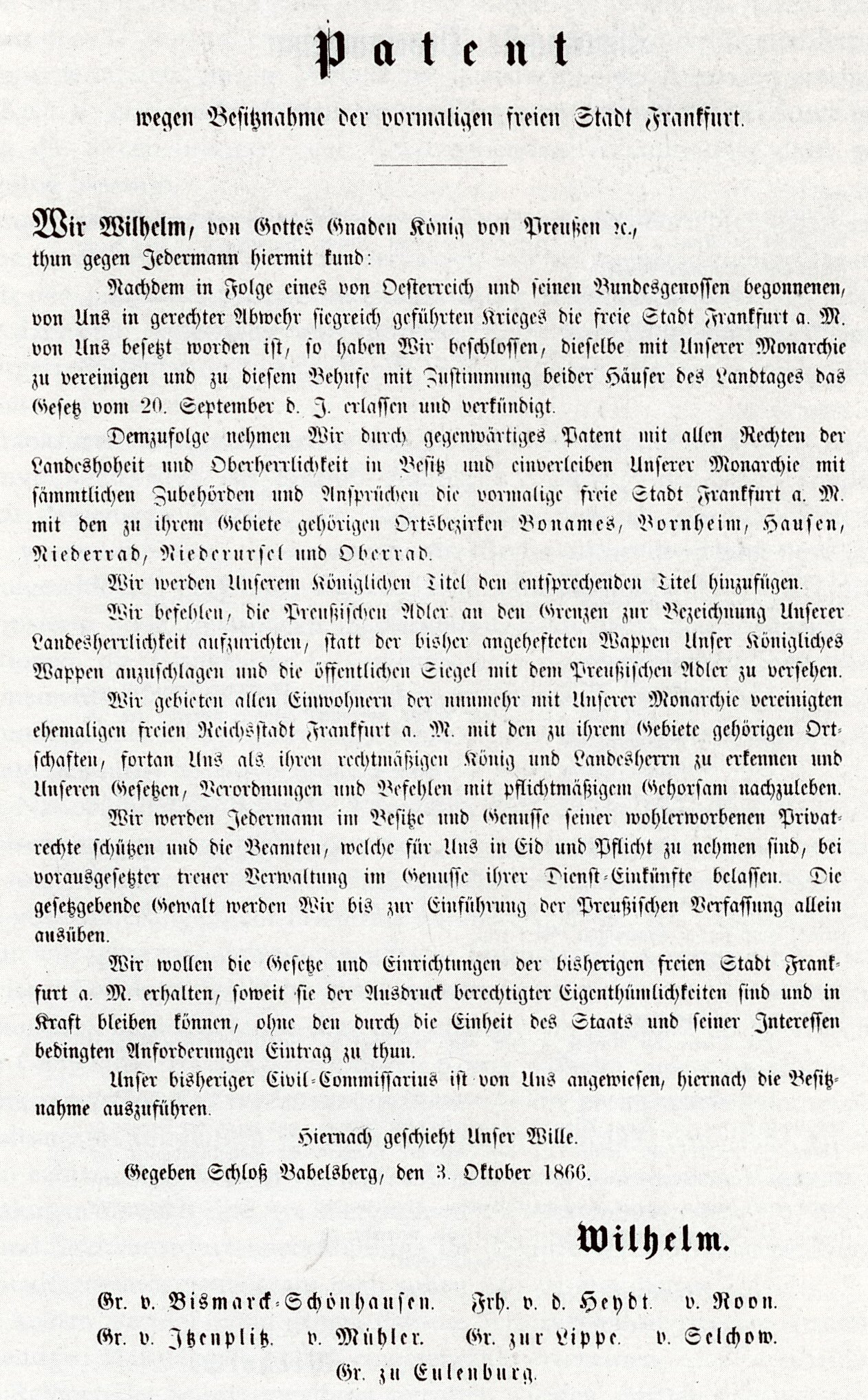
La patente di annessione alla Prussia per la città di Francoforte

La Città libera di Francoforte era un'antica città libera dell'Impero e quindi (insieme alle città anseatiche della Germania settentrionale) era ormai un anacronismo nella Confederazione tedesca. Dal 1815, il Bundestag della confederazione aveva sede a Francoforte. Già nel 1865, la città aveva dimostrato pienamente il proprio desiderio di indipendenza contro le richieste di Austria e Prussia e si dice che questa reazione violenta e la volontà di mantenere la propria oligarchia consolidata sia stata tra i motivi principali per cui Bismarck volesse fermamente porre fine all'indipendenza di Francoforte.
Gli abitanti della città non parteggiavano per la Prussia, ma non erano nemmeno entusiasti di combattere una guerra al fianco dell'Austria. Il 14 luglio il Bundestag venne trasferito ad Augusta assieme a delle truppe locali e due giorni dopo l'armata prussiana invase la città, ormai indifesa.
La piccola Francoforte con i suoi 90 000 abitanti soffrì molto di più sotto l'occupazione prussiana. La città dovette immediatamente versare 5,8 milioni di fiorini come contributo di guerra alla Prussia, cifra che era sufficiente a mantenere per un anno l'intero esercito prussiano, oltre a fornire alloggio e cibo a 25.000 soldati. In città vennero confiscati tutti i cavalli dei privati, vennero banditi tutti i giornali, gli organi costituzionali furono sospesi e la Libera Città fu posta sotto amministrazione militare.
Il 20 luglio, il comandante prussiano Edwin von Manteuffel chiese un secondo contributo di 25.000.000 di fiorini, più del reddito di un anno dell'intera città, che doveva essere raccolto immediatamente tramite la tassazione degli 8000 cittadini più abbienti. I sindaci Fellner e Müller vennero costretti a prestare giuramento il 22 luglio di quello stesso anno e ad agire come plenipotenziari per conto del governo prussiano. A loro il governo prussiano diede l'umiliante compito di chiedere al senato della città di Francoforte di fare un nuovo versamento volontario alla Prussia per la causa della guerra, ma il senato bocciò l'idea il 23 luglio. Il comandante prussiano della città, il generale von Röder, interpretò questa decisione come un'aperta ribellione e chiese a Fellner di pubblicare un elenco di proscrizioni con i nomi e la proprietà di tutti i membri coinvolti nella decisione, minacciando in caso contrario il bombardamento e il saccheggio della città. Bismarck ordinò, se fosse stato necessario, di bloccare tutte le vie di comunicazione e il traffico in e dalla città sino all'avvenuto pagamento.

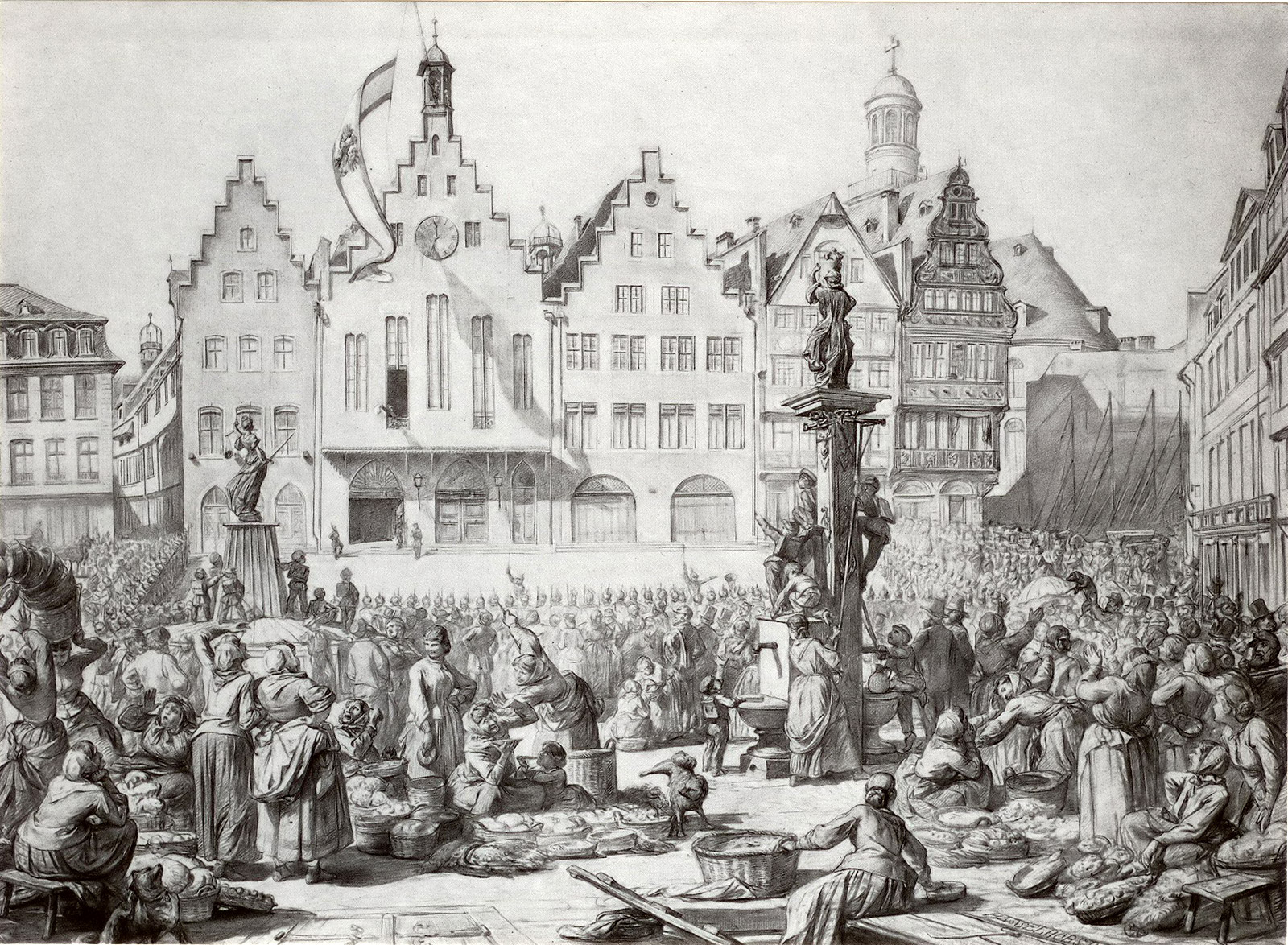
La bandiera prussiana sul municipio di Francoforte ne annuncia l'avvenuta annessione alla Prussia, in una stampa d'epoca.

In questa situazione Fellner non vide alcuna via d'uscita e prese la tragica soluzione di impiccarsi la mattina del 24 luglio. Per la presenza in città di molti diplomatici stranieri, le rappresaglie vennero attenuate ma tuttavia la città continuo a soffrire della negligente disciplina dei soldati prussiani. Gli ufficiali cavalcavano con i loro cavalli sopra le tombe del cimitero principale. Per strada vennero staccati i cavalli dalle carrozze di coloro che in tutta fretta si stavano organizzando per lasciare la città.
Il sindaco Müller si incontrò con Bismarck alla fine di luglio per ottenere un rinvio del contributo, ma ricevette invece la notizia dell'imminente annessione di Francoforte alla Prussia. Il 28 luglio la Prussia istituì una nuova amministrazione civile. La città venne divisa in sette quartieri, ciascuno con un commissario militare e civile. Vennero chiuse tutte le agenzie federali e l'ufficio postale locale dei Thurn und Taxis. I patrizi fuggirono dalla città, coi loro debiti che aumentarono del 60%, malgrado l'invio alla Prussia di una petizione firmata da 3300 cittadini di Francoforte. Perché la Prussia abbia trattato Francoforte in modo così umiliante al punto che persino alcuni membri del parlamento prussiano protestarono per l'atteggiamento tenuto dal governo, secondo storici come Hans A. Schmitt è ancora oggi un mistero.
Ernst Rudolf Huber, tuttavia, vede nel comportamento prussiano solo una manovra "brusca" e molte delle lamentele vennero di fatti esagerate. In realtà i senatori cittadini arrestati furono solo due, mentre tutti gli altri accettarono di continuare a lavorare nell'interesse della città anche sotto il dominio prussiano.
La nuova amministrazione venne creata nel 1867, ma i rappresentanti municipali non riuscirono a preservare gli elementi essenziali della vecchia costituzione; nella nuova costituzione venne mantenuta solo l'organizzazione giudiziaria e le tradizioni urbane. Nel marzo del 1869, le mura di Francoforte cessarono di dividere i beni municipali da quelli statali. Lo stato prussiano rilevò anche il debito della città.

### Schleswig, Holstein e Lauenburg

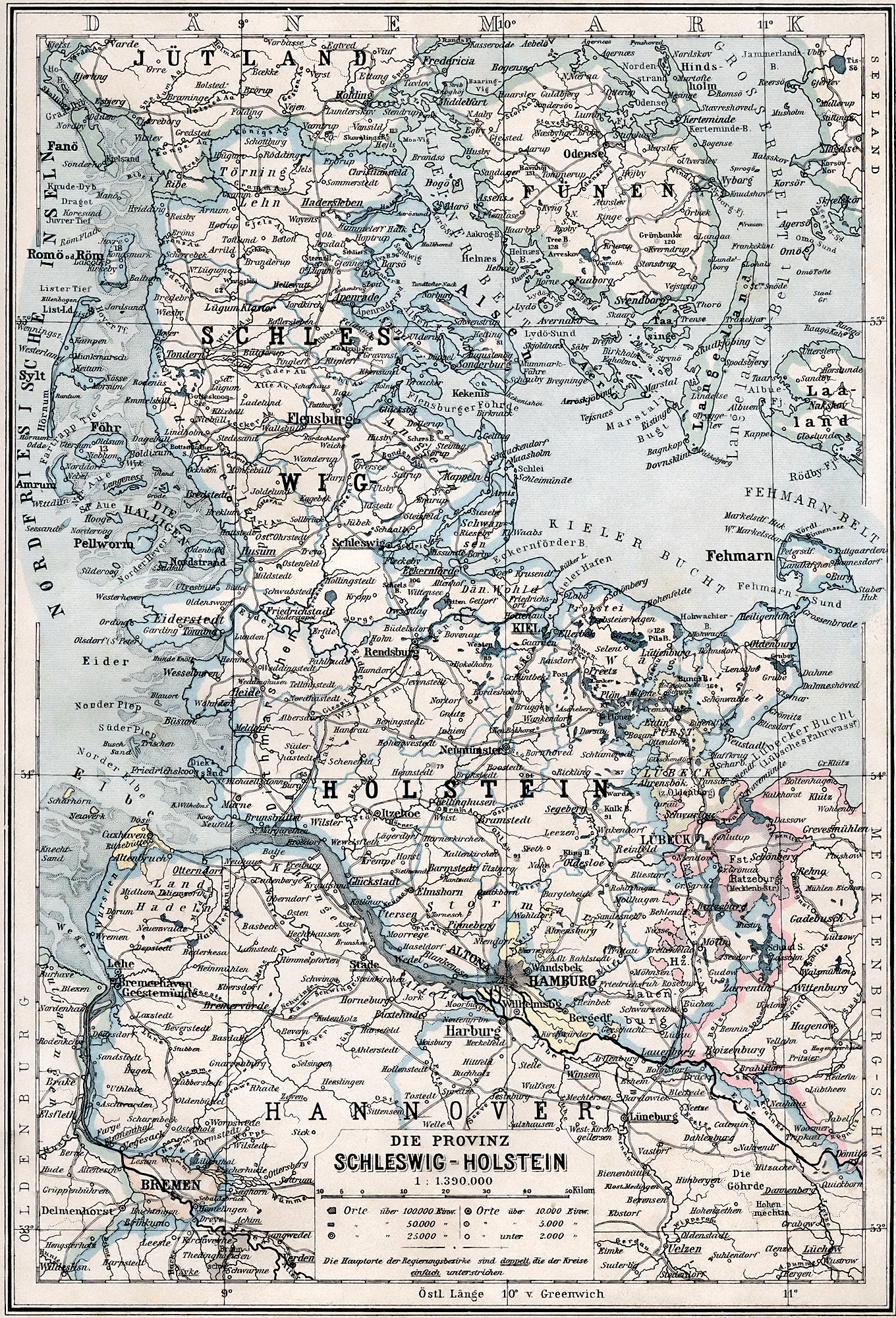
La provincia prussiana dello Schleswig-Holstein in una mappa del 1905

L'acquisizione del cosiddetto "condominio di Schleswig, Holstein e Lauenburg" fu l'annessione più complessa di tutto il post-guerra. Lo Schleswig era stato fino alla guerra con la Danimarca del 1864, un feudo danese, ma l'Holstein ed il Lauenburg, erano invece stati membri della Confederazione tedesca. I ducati erano governati dal re danese nelle sue rispettive funzioni di duca. Con l'emergere di movimenti nazional-liberali in Europa negli anni Quaranta dell'Ottocento, vi fu anche un conflitto (costituzionale) tra i liberali nazionali tedeschi e danesi nello stato danese nel suo complesso, in particolare per il bilinguismo dello Schleswig.
Nella guerra tra Prussia e Danimarca nel 1864, l'Austria e la Prussia insieme sconfissero la Danimarca e le sue pretese e ricevettero congiuntamente il condominio sui ducati che gestirono insieme. Nella Convenzione di Gastein dell'agosto 1865, concordarono una divisione amministrativa: la Prussia avrebbe amministrato lo Schleswig, mentre l'Austria si sarebbe occupata dell'Holstein. L'Austria prese a pretesto per scatenare la guerra del 1866 proprio l'invasione dell'Holstein da parte della Prussia. Dopo la guerra, l'Austria venne costretta a cedere i suoi diritti alla Prussia nella pace di Praga. La Prussia formò nel 1867 la nuova provincia prussiana dello Schleswig-Holstein.
Un caso a parte fu quello del ducato di Lauenburg, che era stato ceduto nel 1864 dalla Danimarca all'Austria e che poi passò alla Prussia. Nella Convenzione di Gastein del 14 agosto 1865, l'Austria cedette le sue rivendicazioni alla Prussia. Inizialmente, il re prussiano governò da solo in unione personale col proprio trono, assumendo il titolo di duca. Solo il 23 giugno 1876 venne approvata infine una legge con la quale il Lauenburg venne incorporato definitivamente alla Prussia. Da allora, il ducato di Lauenburg entrò a far parte della provincia dello Schleswig-Holstein.

## Perdite nell'area prussiana
Il 23 febbraio 1867 il regno di Prussia e il granducato di Oldenburg conclusero il Trattato di Kiel per la definizione dei loro confini. Di conseguenza, il principato di Oldenburg ricevette alcune aree appartenute all'ex ducato di Holstein con un totale di 12 548 abitanti (3 dicembre 1867).
Quando Nassau e Francoforte vennero incorporati alla Prussia, il Granducato di Oldenburg ricevette parte dell'ex ducato di Nassau con 2 312 abitanti (1864), e da Francoforte i villaggi di Dortelweil e Nieder-Erlenbach con 1 267 abitanti (1864).

## Considerazioni finali

Ripartizione degli abitanti tedeschi all'epoca della costituzione dell'Impero di Germania nel 1871, dove si vede chiaramente come la Prussia e i suoi territori annessi (blu e azzurro) nel 1866 costituissero la maggioranza

Le annessioni del 1866 risultarono soddisfacenti dal punto di vista prussiano. Non venne costituita nessuna commissione europea per salvare il "vecchio mondo tedesco" governato dall'Austria. Sebbene molte teste coronate fossero state detronizzate, nessuno era stato decapitato come era accaduto a suo tempo per Luigi XVI e nessuno aveva parlato di rivoluzione. Il piano di riforma di Bismarck con un parlamento nazionale trovò l'approvazione della maggior parte dei tedeschi politicamente interessati, anche se molti non si fidavano di Bismarck come guida dell'amministrazione statale. Nessuno degli ex sovrani continuò a lungo a opporsi al governo prussiano: i sovrani titolari di Assia-Kassel e Nassau cedettero poco dopo mentre gli sforzi dell'ex re di Hannover rimasero inefficaci.
Il dominio prussiano sulle aree conquistate poteva dirsi sommariamente sicuro con l'eccezione di Francoforte dove la Prussia si era distinta per una serie di violenze gratuite ed arbitrarie. Hans A. Schmitt disse a tal proposito: "la disintegrazione di queste realtà tedesche creò più stupore di quanto non avvenne un secolo dopo al termine della seconda guerra mondiale".
I liberali in Prussia avevano dubitato già all'epoca della guerra contro la Danimarca se fosse possibile la libertà senza unità. Heinrich August Winkler scrive: "Le annessioni prussiane nella Germania settentrionale erano, in questo senso, quasi un'anticipazione della libertà di tutta la Germania". Inizialmente, i liberali temevano una centralizzazione della burocrazia e degli oneri militari, ma presto la situazione si sarebbe attenuata. La "unilateralità prussiana", ha affermato la National-Zeitung nel giugno 1866, è stata "superata dall'ingresso di nuovi elementi viventi".
La Prussia aveva già del resto una grande influenza sugli altri stati della Germania settentrionale e centrale, anche in termini economici. Molti avevano tratto ispirazione per il loro sistema militare da quello dell'esercito prussiano. Attraverso un'alleanza mutuale, diversi stati si impegnarono pubblicamente a darsi assistenza reciproca tramite l'istituzione di un vero e proprio stato federale. Questa Confederazione della Germania settentrionale ricevette il 1º luglio 1867 la sua costituzione. A causa delle annessioni dell'anno precedente, l'ottanta percento della popolazione federale viveva nello stato della Prussia.